# Medaille „Für die Verteidigung Moskaus“

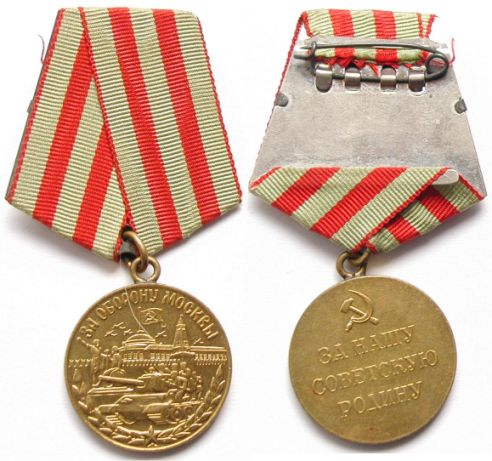
Avers und Revers der Medaille

Die Medaille „Für die Verteidigung Moskaus“ (russisch Медаль „За оборону Москвы“) war eine sowjetische Auszeichnung, welche an die Verteidiger der Stadt Moskau im Zuge der Schlacht um Moskau während des Zweiten Weltkrieges beteiligt waren. Ihre Stiftung erfolgt am 1. Mai 1944 durch Josef Stalin; in der Folge wurden etwa 1.028.600 Medaillen ausgegeben.

## Aussehen und Trageweise
Die goldfarbene Medaille zeigt auf ihrem Avers mittig den Kreml mit wehender Sowjetflagge und darüber gen Westen fliegende Flugzeuge. Vor dem Gebäudekomplex zeigt die Medaille einen T-34-Panzer mit aufgesessenen Rotarmisten. Umschlossen wird die Darstellung von der obigen Umschrift За оборону Москвы (Für die Verteidigung Moskaus) sowie zwei unten gekreuzten Lorbeerzweigen, die durch den Sowjetstern verbunden sind. Das Revers zeigt die dreizeilige Inschrift: За нашу / советскую / родину (Für unsere sowjetische Heimat), darüber die Symbole Hammer und Sichel.
Getragen wurde die Medaille an der linken oberen Brustseite des Beliehenen an einer langgestreckten pentagonalen stoffbezogenen Spange, deren Grundfarbe weiß mit rotem Saum ist. In dieses Band sind zusätzlich zwei senkrechte rote Streifen eingewebt. Die dazugehörige Interimsspange ist von gleicher Beschaffenheit.